# IK Start Kristiansand
El IK Start, es un equipo profesional de fútbol de la ciudad de Kristiansand, en Noruega. Actualmente juega en la Adeccoligaen.

## Historia
Fue fundado el 19 de septiembre de 1905.
En 1978 y 1980 consigue el título de la Liga Noruega de Fútbol.
Los años desde 1995 hasta 2004 fueron bastante turbulentos. Tras algunas inversiones, en 2004 ascendió a la Liga Noruega de Fútbol, consiguiendo el año siguiente el subcampeonato detrás de Vålerenga IF tras un apretado final.
En la temporada 2007, descendió a la Segunda División de Fútbol de Noruega y regresó a Tippeligaen la temporada siguiente.

## Uniforme

### Evolución
| 2011 | 2015 | 2016-17 | 2018 | 2019 | 2020 |

## Estadio
En 2007 comienza a jugar sus partidos en el recién construido Sparebanken Sør Arena, después de muchos años jugando en el Kristiansand Stadion.

## Palmarés
- Tippeligaen: 2

1978, 1980
- Sub-Campeón:1

2005
- -  Tercer lugar: 7

1973, 1975, 1979, 1983, 1984, 1991, 1992
- Copa de Noruega: 0
  - Semi finalista: 5

1975, 1978, 1988, 2000, 2006, 2011
- Adeccoligaen: 4

1968, 1972, 2004, 2012
- -  Ascensos: 6

1958/59, 1988, 1999, 2001, 2008, 2019

## Participación en competiciones de la UEFA
| Temporada | Torneo       | Ronda            | Club                   | Casa | Visita | Agr.            |
| --------- | ------------ | ---------------- | ---------------------- | ---- | ------ | --------------- |
| 1974–75   | UEFA Cup     | 1                | Djurgården             | 1–2  | 0–5    | 1–7             |
| 1976–77   | UEFA Cup     | 1                | Wacker Innsbruck       | 0–5  | 1–2    | 1–7             |
| 1977–78   | UEFA Cup     | 1                | Fram                   | 6–0  | 2–0    | 8–0             |
| 1977–78   | UEFA Cup     | 2                | Eintracht Braunschweig | 1–0  | 0–4    | 1–4             |
| 1978–79   | UEFA Cup     | 1                | Esbjerg                | 0–0  | 0–1    | 0–1             |
| 1979–80   | European Cup | 1                | Strasbourg             | 1–2  | 0–4    | 1–6             |
| 1981–82   | European Cup | 1                | AZ                     | 1–3  | 0–1    | 1–4             |
| 2006–07   | UEFA Cup     | Clasificatoria 1 | Skála                  | 3–0  | 1–0    | 4–0             |
| 2006–07   | UEFA Cup     | Clasificatoria 2 | Drogheda United        | 1–0  | 0–1    | 1–1 (11–10 (p)) |
| 2006–07   | UEFA Cup     | 1                | Ajax                   | 2–5  | 0–4    | 2–9             |